# سیارک ۶۴۲۹۶
سیارک ۶۴۲۹۶ (به انگلیسی: 64296 Hokoon، نامگذاری:2001UB14)۶۴۲۹۶مین سیارک کشف شده‌است که در ۲۴ اکتبر ۲۰۰۱ کشف شد.